# Европейска патентна конвенция
Европейската патентна конвенция (ЕПК) (на английски: European Patent Convention (EPC)) или Конвенцията за издаване на европейски патенти (на английски: Convention on the Grant of European Patents) е регионален договор, подписан в Германия на 5 октомври 1973 г., в сила от октомври 1977 г., когато Конвенцията е ратифицирана от 7 страни – Франция, Швейцария, Великобритания, Германия и страните от Бенелюкс.

## Описание
Европейската патентна конвенция е многостранен договор, с който се създава Европейска патентна организация и самостоятелен правен механизъм за издаване на единни европейските патенти. Тя е специално споразумение по смисъла на член 19 от Парижката конвенция за защита на индустриалната собственост от 1883 г.
Терминът „европейски патент“ се използва за означение на патенти, издадени в рамките на ЕПК.
Европейски патент се издава от Европейското патентно ведомство, което е изпълнителен орган на Европейската патентна организация, създадена през 1977 г. по силата на ЕПК. Европейското патентно ведомство има филиали в Берлин, Хага и Виена и изпълнява роля по администриране на Европейската патентна конвенция.
От 1970 г. се водят редица дискусии за създаването на общностен патент в Европейския съюз (EU community patent), но едва през март 2011 г. е взето решение на ЕС, с което се поощрява сътрудничеството с оглед установяване на единен патент на Общността.
Официалните езици на конвенцията са регламентирани в нейния член 177, където се посочва, че текстът се изготвя в 1 оригинал на английски, френски и немски език, като и 3-те текста следва да се считат за еднакво автентични.
Към конвенцията са се присъединили общо 38 държави. България е член от 1 юли 2002 г.
Европейската патентна конвенция е: специално споразумение по смисъла на член 19 от Конвенция за защита на индустриалната собственост от 1883 г.; регионален договор по смисъла на член 45, ал. 1 от Договор за патентно сътрудничество от 1970 г.

## Части на конвенцията
Конвенцията съдържа общо 12 основни части. Впоследствие 11-а част е била отменена, както и разпоредбите на член 126, 136, 154, 155, 156, 157, 158 и 167.
1. Общи и институционални разпоредби
2. Европейска патентна организация
3. Европейска патентна заявка
4. Процедура до издаването
5. Процедура по възраженията и ограниченията
6. Процедура по жалбите
7. Общи разпоредби
8. Влияние върху националното законодателство
9. Специални споразумения
10. Международни заявки, подадени съгласно договора за патентно коопериране – евро-РСТ заявки
11. Преходни разпоредби (отменена)
12. Заключителни разпоредби

Освен оригиналните 178 текста на Конвенцията, към нея са прикачени и следните:
- Разпоредби по прилагането на Конвенцията за удостоверение на европейски патенти – Разпоредби за прилагането
- Протокол за юрисдикцията и признаването на решения, свързани с правото за удостоверяване на европейски патенти – Протокол за признаване.
- Протокол за привилегиите и имунитетите на Европейската патентна организация – Протокол за привилегии и имунитети.
- Протокол за централизация и въвеждане на европейската патентна система – Протокол за централизация.
- Протокол за тълкуване на Член 69 от Конвенцията.

## Страни членки
| Страна членка  | Година на присъединяване |
| -------------- | ------------------------ |
| Албания        | 2010                     |
| Австрия        | 1979                     |
| Белгия         | 1977                     |
| България       | 2002                     |
| Швейцария      | 1977                     |
| Кипър          | 1998                     |
| Чехия          | 2002                     |
| Германия       | 1977                     |
| Дания          | 1990                     |
| Естония        | 2002                     |
| Испания        | 1986                     |
| Финландия      | 1996                     |
| Франция        | 1977                     |
| Великобритания | 1977                     |
| Гърция         | 1986                     |
| Хърватия       | 2008                     |
| Унгария        | 2003                     |
| Ирландия       | 1992                     |
| Македония      | 2009                     |
| Исландия       | 2004                     |
| Италия         | 1978                     |
| Лихтенщайн     | 1980                     |
| Литва          | 2004                     |
| Люксембург     | 1977                     |
| Латвия         | 2005                     |
| Монако         | 1991                     |
| Малта          | 2007                     |
| Нидерландия    | 1977                     |
| Норвегия       | 2008                     |
| Полша          | 2004                     |
| Португалия     | 1992                     |
| Румъния        | 2003                     |
| Сърбия         | 2010                     |
| Швеция         | 1978                     |
| Словения       | 2002                     |
| Словакия       | 2002                     |
| Сан Марино     | 2009                     |
| Турция         | 2000                     |

## Патентоване
Един от най-съществените текстове на Конвенцията е член 52 ал. 1. Той гласи:
„Европейски патенти се издават за всяко изобретение, във всички полета на технологиите, при условие че са нови, изобретени под някаква форма и са индустриално приложими.“
Според член 52 ал. 2 и член 53 има следните обективни изключения:
Открития, научни теории, математически методи, естетически произведения; системи, правила и методи за умствена дейност, игри или бизнес; компютърен софтуер са изключения и не се смятат за изобретения по смисъла на конвенцията.
Друга група изключения са базирани на социален или морален фактор:
- изобретения, противоречащи на социалния ред или морал, животински или растителни разновидности или методи за тяхното създаване;
- методи за лечение (хирургия или терапия) и поставяне на диагноза на човешко или животинско тяло, които са били отхвърлени поради социално-етнически съображения или съображения за общественото здраве.

## Нарушения
Конвенцията дава почти пълна компетентност на националното право на страните членки при случаите на нарушения. Конвенцията задължава националните съдилища да зачитат „продукта/ти на вече патентован процес“ за нарушение.
Всички други субективни права са в компетенцията на държавите членки, включително и какви са условията за наличие на нарушение, притежание и прехвърляне на патенти, действие на патента извън срока за валидност и т.н.
В решения от 2006 г., свързани с интерпретация на Брюкселската конвенция, Съдът на Европейския съюз решава, че Европейските патенти са национални патенти и следва да се регулират на национално ниво.

## Валидност
По-голямата част от въпросите, свързани с валидността на Европейски патенти, са прехвърлени на националното законодателство. Член 138 ал. 1 от Конвенцията ограничава обхвата на юрисдикцията на националните съдилища в следните области:
- ако става въпрос за изобретение, което не може да е обект на патентоване по членове 52 – 57 от Конвенцията;
- ако е ограничено използването на обекта от лица с техническо познание в сферата;
- ако се установи, че функциите на изобретението надхвърлят официално описаните;
- ако се установи, че приложното поле на защитата е надхвърлено след издаване на патента;
- недобросъвестен притежател.

Обявяването на патента за невалиден може да е цялостно, но и частично в зависимост от преценката на националното съдилище. Европейският патент може да бъде обявен за невалиден от националното съдилище, но това да не уврежда валидността му в друга страна членка.